# Авиалинии Дагестана
ОАО «Авиалинии Дагестана» (South East Airlines) — закрытое в декабре 2011 года авиапредприятие, базировавшееся в Махачкалe. Авиакомпания осуществляла регулярные рейсы из Дагестана в Москву, Санкт-Петербург, периодически выполнялись полёты в Стамбул, ОАЭ и паломнические рейсы на хадж.
После обвинения авиакомпании со стороны Федеральной антимонопольной службы в злоупотреблении доминирующим положением, дело было передано в Арбитражный суд Дагестана. В декабре 2011 года суд удовлетворил сторону ФАС. Россавиация аннулировала сертификат эксплуатанта 16 декабря 2011 года. Среди причин были названы различные нарушения организационного характера, недостаточное обслуживании судов, подготовку пилотов, а также накопившиеся долги. Со стороны авиакомпании действия Россавиации объявили незаконными и обратились в Арбитражный суд Москвы, однако суд им отказал.

## Флот
Согласно данным самой авиакомпании, её флот состоял из следующих судов:
| Воздушное судно | Количество |
| --------------- | ---------- |
| Ту-154М         | 6          |
| Ту-134Б         | 3          |
| Ми-8            | 2          |

Однако, на сайте также приводилась и другая информация о количестве эксплуатируемых ВС, согласно которой флот авиакомпании состоял из трёх самолётов Ту-154М, одного самолёта Ту-154Б-2, двух самолётов Ту-134Б, один самолёт Ан-24РВ, а также вертолётов Ми-8 и Ми-8МТВ.

## Маршрутная сеть
На период декабря 2011 года авиакомпания выполняла полёты по следующим маршрутам
:
- Махачкала — Москва (Внуково) дважды в день, в понедельники и воскресенья выполняется дополнительный дневной рейс.
- Махачкала — Стамбул (Сабиха) — два раза в неделю.
- Махачкала — Рас-Эль-Хайм (ОАЭ) — по вторникам.

Часть рейсов на хадж в 2011 году осуществляла сторонняя авиакомпания — ВИМ-Авиа.

## Происшествия
4 декабря 2010 года при выполнении вынужденной посадки на аэродроме Домодедово потерпел катастрофу самолёт Ту-154М RA-85744 авиакомпании «Авиалинии Дагестана», выполнявший пассажирский рейс № 372 Внуково-Махачкала. После взлёта из аэропорта Внуково на самолёте произошёл последовательный отказ двух двигателей. При выполнении вынужденной посадки в аэропорту Домодедово самолёт выкатился за пределы ВПП и разломился пополам. В результате авиационного происшествия два пассажира погибли, 33 пассажира получили серьёзные телесные повреждения, а 53 были травмированы незначительно.
Согласно отчёту МАК, причинами данной катастрофы явились ошибочные действия экипажа при выполнении полёта и посадки с одним работающим двигателем, что привело в сложившихся сложных метеоусловиях к выходу воздушного судна к взлётно-посадочной полосе в непосадочном положении, приземлению самолёта на лётное поле со значительным перелётом правее посадочной полосы, выкатыванию и столкновению с землёй.
Катастрофа произошла вследствие сочетания следующих факторов:
- непреднамеренное выключение бортинженером подкачивающих насосов расходного бака при выполнении процедуры ручной перекачки топлива в наборе высоты, что привело к пульсациям мгновенного расхода топлива к двигателям, падению их оборотов, выключению крайних двигателей и проблемам в электропитании самолёта в течение более двух минут из-за отказа трёх генераторов;
- неиспользование экипажем всех возможностей по восстановлению работоспособности бортового оборудования после восстановления работоспособности генератора второго двигателя и подключения его, а также генератора ВСУ, на бортсеть;
- невыполнение экипажем рекомендаций некоторых разделов Руководства по лётной эксплуатации, а также самостоятельные, не во всех случаях верные, действия его членов, недостаточная подготовка КВС в области управления ресурсами экипажа;
- сложная метеообстановка.